# Feldzeugtruppe

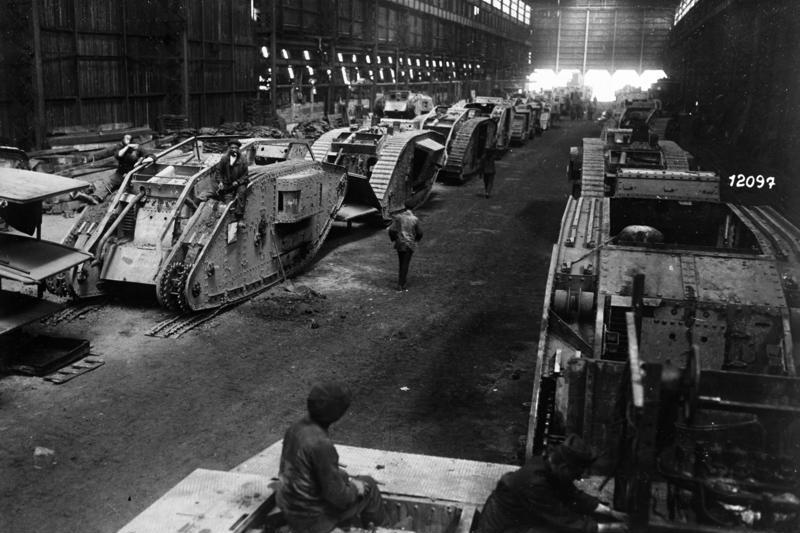
Deutsche Reparaturwerkstatt für erbeutete britische Panzer, Charleroi, 1916

Unter dem Begriff Feldzeugtruppe werden die mit der Instandsetzung des technischen Geräts betrauten Truppen einer Streitkraft, insbesondere im Heer zusammengefasst. Allerdings ist dieser Begriff zumindest in Deutschland weitgehend ungebräuchlich geworden und durch den Begriff Instandsetzungstruppe ersetzt. In den Streitkräften Österreichs ist der Begriff weiterhin gebräuchlich. In der Bundeswehr war die Feldzeugtruppe in den Aufbaujahren ab 1955/56 eine eigene Truppengattung, wurde später aber als Technische Truppe bezeichnet.

## Begriffsherkunft
Die Bezeichnung leitet sich aus dem Begriff Zeug für militärische Ausrüstungsgegenstände ab, der z. B. in der Wortverbindung Zeughaus erhalten geblieben ist. Selbst in der vergleichsweise jungen Luftwaffe taucht er im Titel Generalluftzeugmeister auf, den Hermann Göring dem berühmten Flieger Ernst Udet verlieh.

## Feldzeugtruppe in der Bundeswehr

### Geschichte
Beim Aufbau wurde auf Erfahrungen einerseits des Quartiermeisterwesens der früheren Wehrmacht und andererseits des Versorgungssystems der US-Army (Ordnance Corps) zurückgegriffen. Ab etwa 1959 mit Einführung der Brigadegliederung verschwand der Begriff, die Feldzeugtruppe wurde zur Instandsetzungstruppe bzw. zunächst zur Technischen Truppe. Die erste Feldzeug-Truppenschule war in der Jägerkaserne in Sonthofen untergebracht.

### Erkennungszeichen
Das in den Anfangsjahren der Bundeswehr übliche Truppengattungsabzeichen aus Metall zeigte ein stilisiertes Zahnrad hinter gekreuzten Artillerierohr und Schraubenschlüssel. Die später (wieder) eingeführten Kragenspiegel waren mittelblau. Als militärisches Symbol der Truppengattung wird ein stilisierter Schraubenschlüssel (Maulschlüssel) verwendet. Dies sind auch heute noch die Erkennungszeichen der Bundeswehr-Instandsetzer, die mittlerweile Teil der Logistiktruppe sind.

### Sonstiges
Scherzhaft werden Angehörige der Technischen Truppe als Gewindeputzer oder als die Herren von Öle und Fette, die Truppe selbst als Bastelkompanie bezeichnet.